# Tetrastichus gressitti
Tetrastichus gressitti är en stekelart som beskrevs av Yoshimoto och Ishii 1965. Tetrastichus gressitti ingår i släktet Tetrastichus och familjen finglanssteklar. Inga underarter finns listade i Catalogue of Life.